# Ozyptila trux
Ozyptila trux là một loài nhện trong họ Thomisidae.
Loài này thuộc chi Ozyptila. Ozyptila trux được John Blackwall miêu tả năm 1846.

## Hình ảnh

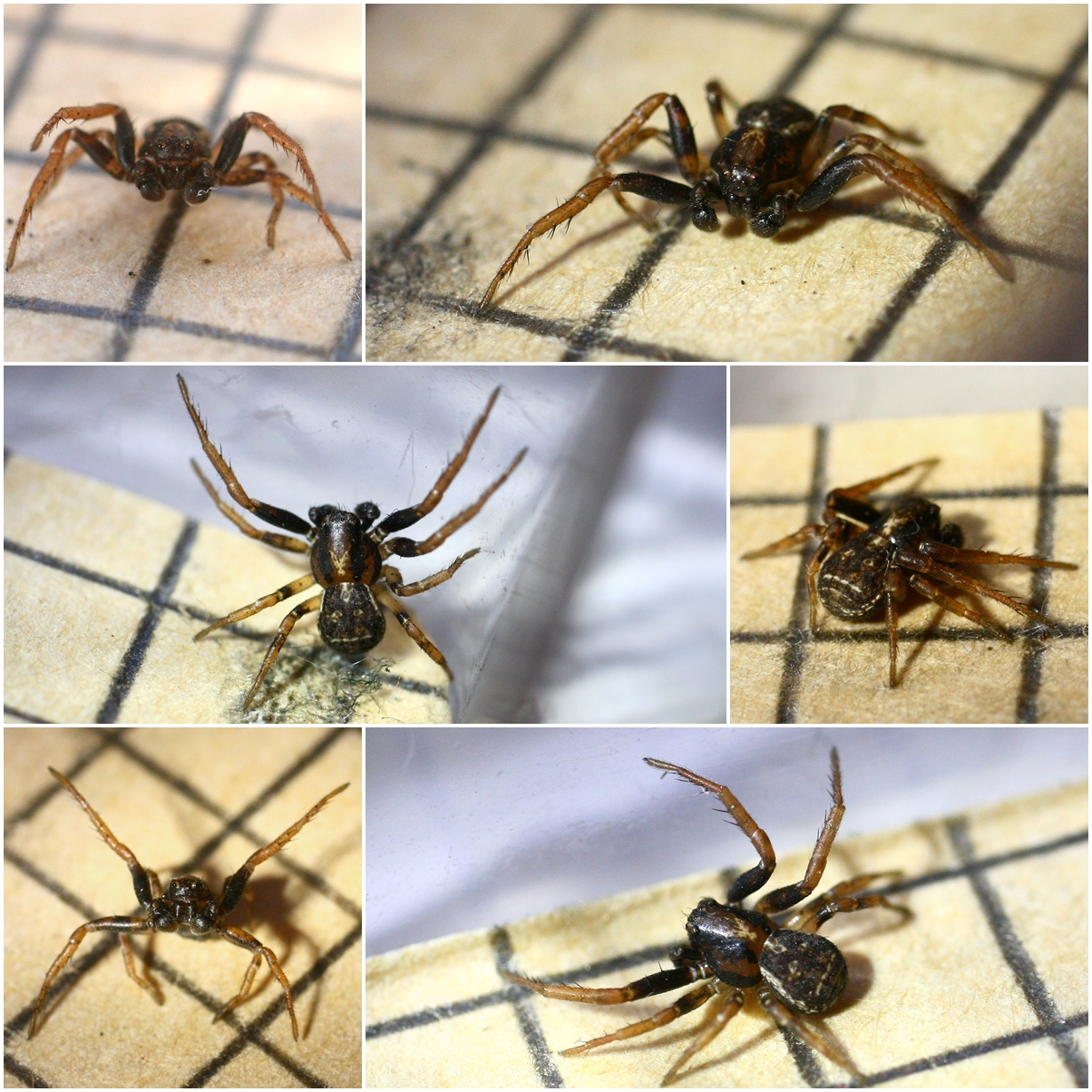
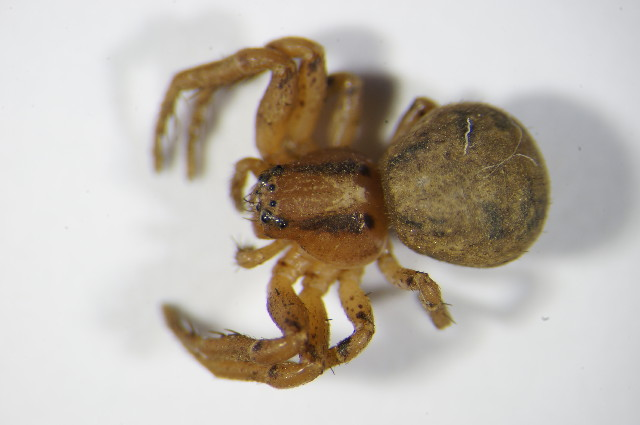
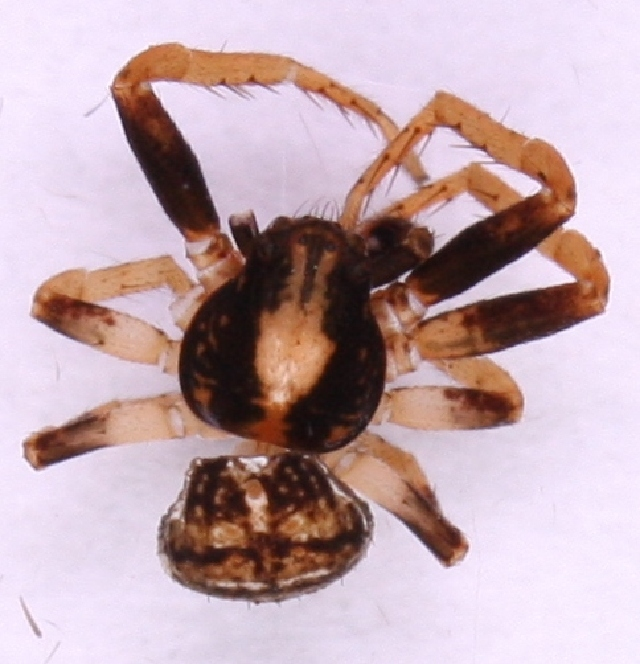